# Малахит
Малахи́т  (от др.-греч. μολόχη — тополь, мальва) — минерал класса карбонаты из группы малахита (малахит, азурит). По химическому составу — карбонат гидроксомеди(II). Обычно приурочен к медным месторождениям, локализованным в известняках.
Образует зелёные массы натёчной формы с радиально-волокнистым строением. Используется как поделочный камень, раньше — для добычи меди. Наибольшие современные месторождения находятся в Африке. Раньше малахит высокого качества добывали на Урале.

## Название
Существуют две основные версии того как малахит получил свое имя:
- от греческого слова означающего в переводе «мягкий», коим по факту и является малахит.
- от характерного цвета как у цветка мальвы, от греческого «малахе»[4].

## Состав и свойства
Состоит из 71,9 % CuO оксид меди (Cu 57 %), 19,9 % CO2 углекислоты и 8,2 % H2O воды. Выражается химической формулой Cu2(CO3)(OH)2. Устаревшее химическое название — медная зелень углекислая.
Сингония моноклинная. Двойники по (100). Твёрдость 3,5—4,0; плотность 3,7—4,1 г/см³. Цвет зелёный разных оттенков; блеск различный, смотря по сложению: стеклянный у кристаллов или шелковистый у тонковолокнистых агрегатов и кусков.
Габитус кристаллов призматический, пластинчатый, игольчатый. Кристаллы имеют тенденцию к расщеплению с образованием сферокристаллов, тонковолокнистых сферолитов, сфероидолитовых дендритов.
При нагревании в колбе выделяет воду, углекислый газ и становится чёрным:
{\displaystyle {\mathsf {(CuOH)_{2}CO_{3}\rightarrow 2CuO+CO_{2}+H_{2}O}}}
Характерна растворимость малахита в кислотах с выделением углекислого газа, а также в аммиаке, который окрашивается при этом в красивый голубой цвет.
С глубокой древности известен способ получения из малахита свободной меди. В условиях неполного сгорания угля, при котором образуется угарный газ, происходит реакция:
{\displaystyle {\mathsf {(CuOH)_{2}CO_{3}+2CO\rightarrow 3CO_{2}+2Cu+H_{2}O}}}

## Формы нахождения
Формы выделений малахита в природе на редкость разнообразны. Хорошо образованные кристаллы весьма редки и всегда мелки, имеют столбчатый, пластинчатый, игольчатый вид, имеют тенденцию к расщеплению с образованием пучков, пушистых шариков, расщеплённых наподобие розетки «сферокристаллов», сферолитов и их эксцентрических разновидностей — «сфероидолитов» и гроздевидных «сфероидолитовых дендритов». Наиболее характерны и общеизвестны сферолитовые тонковолокнистые концентрически-зональные почковидные формы агрегатов, дающие на полированном срезе причудливый красивый рисунок (см. фото). Они растут из сильнопересыщенных неравновесных растворов. Иногда встречается в виде псевдосталактитов. Также в виде прожилков, примазок, зернистых и грубо-шестоватых агрегатов.

## Происхождение
Характерный минерал близповерхностных зон окисления меднорудных и полиметаллических гидротермальных месторождений, образуется при гипергенных процессах. Он постоянно сопровождает различные медные руды, являясь продуктом их выветривания, в силу чего нередко образует псевдоморфозы по халькопириту, минералам из группы блёклых руд, куприту и др. Типичны псевдоморфозы малахита по азуриту. Совместно с малахитом встречаются сопутствующие минералы: азурит, гётит, лимонит, халькопирит, куприт, борнит, медь самородная, тетраэдрит, халькозин, элит (псевдомалахит), брошантит.
Вследствие лёгкости своего образования малахит покрывает старинные бронзовые вещи, находимые при археологических раскопках.

## Месторождения
В России малахит известен на месторождениях Урала, на территории СНГ, встречается также на Алтае и в Казахстане (Жезказган). В виде больших масс встречается редко. В России месторождения практически исчерпаны. Промышленные месторождения малахита Меднорудянское в Нижнем Тагиле и Гумёшевское в Полевском в настоящее время полностью отработаны и закрыты.
Крупнейшая глыба малахита массой около 1500 кг находится в музее Горного института. По мнению Г. Н. Вертушкова, на Урале возможно открытие новых месторождений малахита. В настоящее время запасы малахита обнаружены только на одном месторождении — Коровинско-Решетниковском, с которым связывают надежды на возрождение уральского малахитного дела.
Крупнейшие месторождения России:
- Меднорудянское месторождение около Нижнего Тагила, открыто в 1722 году[11]. Истощено.
- Гумёшевский рудник — месторождение медных руд на Урале, открыто в 1702 году[12]. Истощено. Официально закрыто в 1994 году. Фигурирует в «Уральских сказах» П.Бажова
- Гора Высокая — месторождение открыто в 1722 году[13].
- Коровинско-Решетниковское месторождение — открыто в 1908 году[14]

В Западной Европе малахит находится в Шесси (близ Лиона), в Корнуолле, Рецбании, на Гарце и др.
В настоящее время основным источником малахита для ювелирных и отделочных работ является Демократическая Республика Конго (бывший Заир). Месторождения связаны с зоной окисления в широко развитых корах выветривания верхних горизонтов месторождений уран-кобальт-медной формации Меденосного пояса Центральной Африки. Характерной особенностью африканского малахита являются более крупные, по сравнению с уральским, правильные концентрические кольца (в отличие от колец неправильной формы у уральского малахита) с более контрастным чередованием светлых и тёмных зон. Примерно из каждых 10 тысяч тонн руды добывают около 100 кг поделочного малахита, среди которого встречаются уникальные коллекционные образцы и декоративное сырьё высокого качества.

## Применение

### Малахит в камнерезном искусстве
Плотные разновидности хорошего цвета и с красивым рисунком высоко ценятся. С конца XVIII века употребляются для облицовки плоских поверхностей (например, столешницы из Останкино). С начала XIX века применяется для облицовки объёмных произведений (ваз, чаш). Предметы, покрытые малахитом, широко используются русскими императорами в качестве дипломатических даров. Известности малахита за пределами России способствовали заказы французским мастерам Н. Н. Демидова и подготовленная А. Н. Демидовым для экспонирования на Всемирной выставке в Лондоне в 1851 году коллекция произведений собственной малахитовой фабрики. Благодаря Демидовым с 1830-х годов малахит стали использовать как материал для архитектурной отделки: первый малахитовый зал был создан по заказу П. Н. Демидова архитектором О. Монферраном в петербургском особняке на ул. Б. Морская, 43. Почти одновременно А. Брюллов для императора Николая I в Зимнем дворце оформил малахитовую гостиную. Самые крупные интерьерные работы с малахитом были выполнены в Исаакиевском соборе. Малахит, добываемый на приисках Демидовых, поставлялся в Париж, Рим, Неаполь и Флоренцию.
19 декабря 1837 года грандиозный пожар охватывает здание Зимнего Дворца — главного дворца Российской империи. Царь Николай Павлович переезжает во флигель Малого Эрмитажа, на восстановление гостиных применяется облицовка лучистым малахитом, близ Невьянских заводов князя Демидова поисковики находят 3 пуда камня.
Техника облицовки малахитом называется «русская мозаика». В её основе — принцип, использовавшийся европейскими мастерами для снижения стоимости изделий из лазурита ещё в XVII веке: напиленными толщиной 1,5—4,0 миллиметра пластинками камня покрывается поверхность предмета из металла или дешёвого камня. Таким образом создаётся иллюзия резьбы из монолита. Для современных мастеров важна прочность изделия, в том числе при температурном ударе, поэтому основа из металла больше не используется. Вместо этого применяют, не всегда дешёвые, современные композитные материалы. Роль дешёвого камня, как и раньше, выполняет идеально подходящий для этого змеевик. Термин «русская мозаика» применительно к мозаичному покрытию предметов впервые был употреблён в отчётах о Всемирной выставке 1851 года. Именно использование этой техники помогает в атрибуции предмета, когда искусствовед не может понять, русский или европейский предмет он изучает. Для европейских предметов такая техника несвойственна.

#### Разновидности узоров малахита
- Радиально-лучистый. В XVIII веке его именовали «струйчатым», в XIX столетии — «лучистым», «атласным» и «с отливом». Уральские мастера за схожесть с тканью называли эту разновидность «плисовой».
- Плотный. Эта разновидность имеет мелкие орнаменты и холодный немного синеватый оттенок. Эту разновидность называли «бирюзовой». Этот камень чаще всего служил материалом для создания пресс-папье[27].

### Металлургия
Со времён Древнего Египта малахитовую руду использовали для получения меди (см. раздел «свойства»).

## В искусстве

### Художественная литература
- «Уральские сказы» Павла Петровича Бажова.
- образ Малахитницы или Медной горы Хозяйки, (женщина в зелёном платье) живущей в горе, где добывают малахит, у Павла Бажова

### Фильмы и мультфильмы
- «Малахитом» называют персонажа из американского мультсериала «Вселенная Стивена». Малахит является слиянием Яшмы и Ляпис-Лазурита, созданным путём применения силы и способным управлять водой со льдом.